# Prise du Peñon de Velez (1564)
Pour les articles homonymes, voir Prise du Peñon de Velez.
La prise du Peñon de Velez le 29 aout 1564 par García Álvarez de Tolède par l'Espagne pour le compte du roi Philippe II. Mathurin Romegas, futur commandant général des galères de l'ordre de Saint-Jean de Jérusalem a participé à la reprise de Peñon et Brantôme était un autre témoin de l'événement.

## Sources
- Tomás García Figueras, « El Peñón de Vélez » in Ejército. Revista Ilustrada de las Armas y Servicios, n° 18, année 1941, voir en ligne